# Husinec (Boêmia do Sul)
Husinec é uma cidade checa localizada na região da Boêmia do Sul, distrito de Prachatice.